# Filip Petrušev
Filip Petrušev (in serbo Филип Петрушев?; Belgrado, 15 aprile 2000) è un cestista serbo, professionista nella NBA e in Europa.

## Carriera
È stato selezionato dai Philadelphia 76ers al secondo giro del Draft NBA 2021 (50ª scelta assoluta). Viene scambiato ai Los Angeles Clippers insieme a James Harden e P.J. Tucker, per poi venir successivamente scambiato ai Sacramento Kings in cambio di denaro.

## Statistiche

### College
| Anno      | Squadra          | PG | PT | MP   | TC%  | 3P%  | TL%  | RP  | AP  | PRP | SP  | PP   |
| --------- | ---------------- | -- | -- | ---- | ---- | ---- | ---- | --- | --- | --- | --- | ---- |
| 2018-2019 | Gonzaga Bulldogs | 32 | 0  | 11,4 | 55,4 | 30,0 | 85,3 | 2,7 | 0,3 | 0,2 | 0,5 | 6,5  |
| 2019-2020 | Gonzaga Bulldogs | 33 | 33 | 25,9 | 56,2 | 18,2 | 65,5 | 7,9 | 1,5 | 0,6 | 0,8 | 17,5 |
| Carriera  | Carriera         | 65 | 33 | 18,8 | 56,0 | 26,8 | 70,3 | 5,4 | 0,9 | 0,4 | 0,6 | 12,0 |

### NBA

#### Regular Season
| Anno      | Squadra            | PG | PT | MP  | TC%  | 3P% | TL%  | RP  | AP  | PRP | SP  | PP  |
| --------- | ------------------ | -- | -- | --- | ---- | --- | ---- | --- | --- | --- | --- | --- |
| 2023-2024 | Philadelphia 76ers | 1  | 0  | 3,0 | -    | -   | -    | 1,0 | 0,0 | 0,0 | 0,0 | 0,0 |
| 2023-2024 | Sacramento Kings   | 2  | 0  | 3,5 | 50,0 | -   | 50,0 | 0,0 | 0,0 | 0,0 | 0,0 | 1,5 |
| Carriera  | Carriera           | 3  | 0  | 3,3 | 50,0 | -   | 50,0 | 0,3 | 0,0 | 0,0 | 0,0 | 1,0 |

### Eurolega
| Anno       | Squadra      | PG  | PT | MP   | TC%  | 3P%  | TL%  | RP  | AP  | PRP | SP  | PP   |
| ---------- | ------------ | --- | -- | ---- | ---- | ---- | ---- | --- | --- | --- | --- | ---- |
| 2021-2022† | Anadolu Efes | 22  | 4  | 9,3  | 59,7 | 40,0 | 75,0 | 1,6 | 0,3 | 0,1 | 0,2 | 5,2  |
| 2022-2023  | Stella Rossa | 34  | 11 | 22,7 | 54,2 | 35,1 | 69,5 | 5,2 | 0,7 | 0,5 | 0,7 | 10,7 |
| 2023-2024  | Olympiakos   | 22  | 1  | 15,6 | 47,6 | 28,6 | 78,3 | 3,3 | 0,6 | 0,3 | 0,5 | 6,3  |
| 2024-2025  | Olympiakos   | 4   | 0  | 10,9 | 33,3 | 0,0  | 72,7 | 2,5 | 0,5 | 0,0 | 0,0 | 5,0  |
| 2024-2025  | Stella Rossa | 28  | 12 | 21,5 | 56,6 | 28,3 | 67,1 | 4,9 | 1,7 | 0,8 | 0,6 | 14,1 |
| Carriera   | Carriera     | 110 | 28 | 17,9 | 54,2 | 31,1 | 70,3 | 3,9 | 0,9 | 0,4 | 0,5 | 9,4  |

## Palmarès

### Club
- Campionato serbo: 1

Stella Rossa: 2022-2023
- Coppa di Turchia: 1

Anadolu Efes: 2022
- Coppa di Grecia: 1

Olympiakos: 2023-2024
- Eurolega: 1

Anadolu Efes: 2021-2022
- Coppa di Serbia: 2

Stella Rossa: 2023, 2025
- Supercoppa greca: 1

Olympiakos: 2024

### Individuale
- MVP Lega Adriatica: 1

Mega Basket: 2020-21
- Miglior prospetto della Lega Adriatica: 1

Mega Basket: 2020-21
- Quintetto ideale della ABA Liga: 2

Mega Basket: 2020-21
Stella Rossa: 2024-25